# Handheld Device Markup Language
Handheld Device Markup Language (HDML) は、PDAや携帯電話、腕時計などの、画面が小さくて入力機器が限られた端末で使われることを前提に設計されたコンテンツ記述言語である。Unwired Planetが策定した。
後にWAP Forumで策定されたWMLは、HDMLをベースとしたものである。

## 特徴
HTMLと文法が似ているが、SGMLアプリケーションではない。携帯端末での表示に適するよう、タグの種類が少なく、「デッキ」と「カード」の導入によって転送回数を減らす工夫がしてある。また、変数が存在したりGOSUB～RETURNがあるなどプログラミング言語の様相も呈している。

## 採用例
日本では、KDDIのauブランドと、KDDIグループのツーカー携帯電話が対応しているが、auがXHTMLベースのWAP2.0に対応したことにより次第に使われなくなりつつあり、2008年5月31日に「EZweb@mailコース」の終了により、HDML専用機からのEZWebが使用できなくなった。